# Тумбала (муниципалитет)
Тумбала́ (исп. Tumbalá) — муниципалитет в Мексике, штат Чьяпас, с административным центром в одноимённом посёлке. Численность населения, по данным переписи 2020 года, составила 38 025 человек.

## Общие сведения
Название Tumbalá с языка науатль можно перевести двояко: вращающаяся палка, либо дом девяти слов.
Площадь муниципалитета равна 402,2 км², что составляет 0,5 % от площади штата, а наиболее высоко расположенное поселение Хоета, находится на высоте 1592 метра.
Он граничит с другими муниципалитетами Чьяпаса: на севере и востоке с Сальто-де-Агуа, на юге с Чилоном и Яхалоном, и на западе с Тилой.

## Учреждение и состав
Муниципалитет был образован в 1915 году, по данным 2020 года в его состав входит 124 населённых пункта, самые крупные из которых:
| Код INEGI                  | Населённый пункт                                                                   | Численность населения (2005 год) | Численность населения (2010 год) | Численность населения (2020 год) |
| -------------------------- | ---------------------------------------------------------------------------------- | -------------------------------- | -------------------------------- | -------------------------------- |
| 100                        | Всего                                                                              | 28884                            | 31723                            | 38025                            |
| 0028                       | Хошиль (исп. Joshil) 17°14′49″ с. ш. 92°21′46″ з. д.                               | 2326                             | 3110                             | 4034                             |
| 0001                       | Тумбала (исп. Tumbalá) 17°16′42″ с. ш. 92°18′58″ з. д. (административный центр)    | 2646                             | 3227                             | 3996                             |
| 0022                       | Идальго-Хошиль (исп. Hidalgo Joshil) 17°13′35″ с. ш. 92°20′43″ з. д.               | 2422                             | 2496                             | 2932                             |
| 0045                       | Марискаль-Субикуски (исп. Mariscal Subikuski) 17°20′02″ с. ш. 92°22′52″ з. д.      | 1026                             | 1036                             | 1268                             |
| 0016                       | Чучукрус-Примера (исп. Chuchucruz Primera Sección) 17°18′11″ с. ш. 92°16′16″ з. д. | 917                              | 959                              | 1094                             |
| 0063                       | Арройо-Агуа-Асуль (исп. Arroyo Agua Azul) 17°15′17″ с. ш. 92°06′41″ з. д.          | 785                              | 864                              | 1027                             |
| 0054                       | Бенито-Хуарес (исп. Benito Juárez) 17°15′33″ с. ш. 92°15′23″ з. д.                 | 983                              | 989                              | 963                              |
| 0021                       | Эмилиано-Сапата (исп. Emiliano Zapata) 17°20′16″ с. ш. 92°17′23″ з. д.             | 785                              | 911                              | 914                              |
| —                          | Прочие                                                                             | 16994                            | 18131                            | 21797                            |
| Названия на карте Генштаба |                                                                                    |                                  |                                  |                                  |

## Экономическая деятельность
По статистическим данным 2000 года, работоспособное население занято по секторам экономики в следующих пропорциях:
- сельское хозяйство, скотоводство и рыбная ловля — 88,6 %;
- промышленность и строительство — 1,3 %;
- торговля, сферы услуг и туризма — 8,6 %;
- безработные — 1,5 %.

## Инфраструктура
По статистическим данным 2020 года, инфраструктура развита следующим образом:
- электрификация: 96,1 %;
- водоснабжение: 20,4 %;
- водоотведение: 82,8 %.

## Туризм
Основными достопримечательностями, привлекающими туристов являются водопады Агуа-Асуль, и окружающая их местная флора и фауна.